# Alte Synagoge (Berlin)

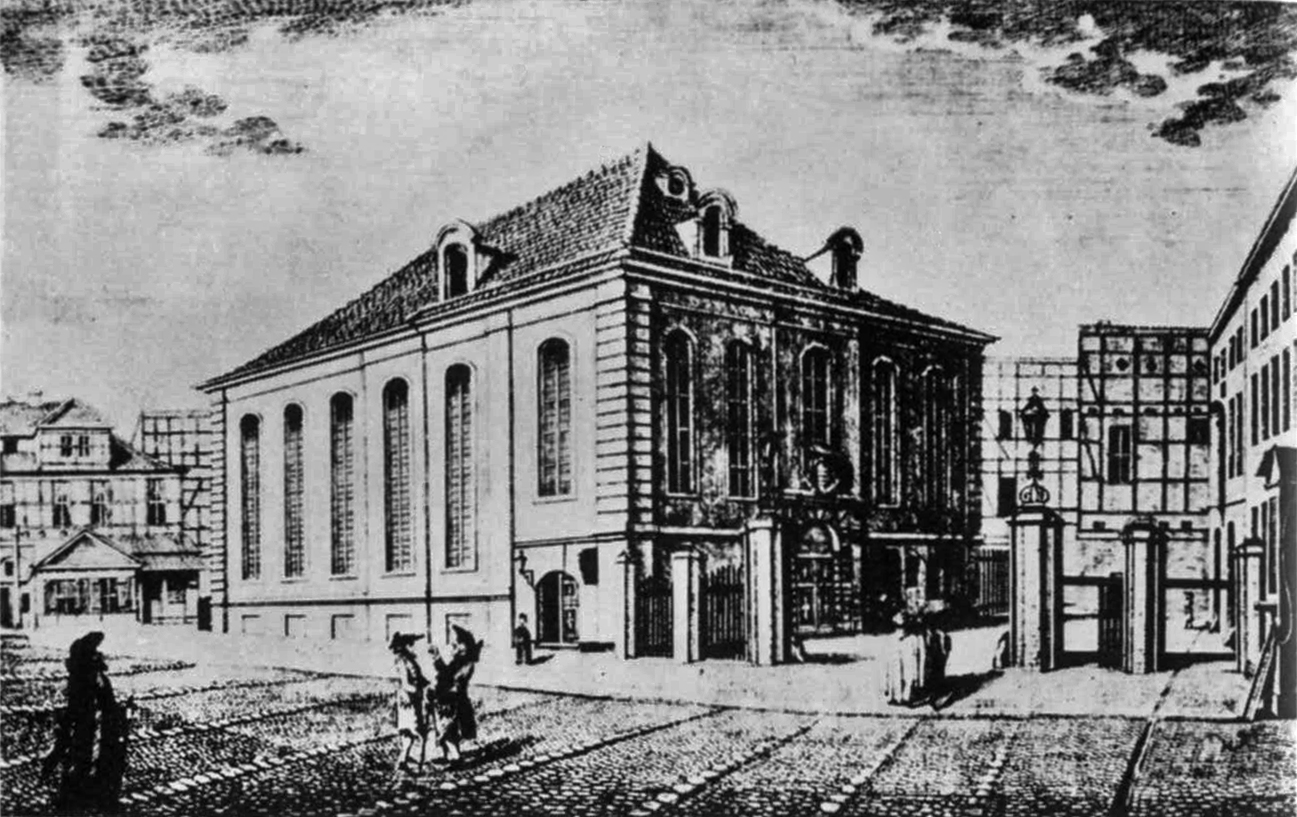
Alte Synagoge, Radierung von Friedrich August Calau

Die Alte Synagoge war die älteste Synagoge in Berlin. Sie wurde in den Jahren 1712–1714 errichtet und bis 1942 genutzt.

## Lage

Synagoge, 1811 (braunes Gebäude in der Mitte)

Die Synagoge befand sich in der Heidereutergasse (vorher Heidereitergasse) 4, nahe der Rosenstraße und der Spandauer Straße, westlich des Neuen Marktes im Marienviertel. Heute befindet sich an dieser Stelle eine Grünfläche.

## Geschichte

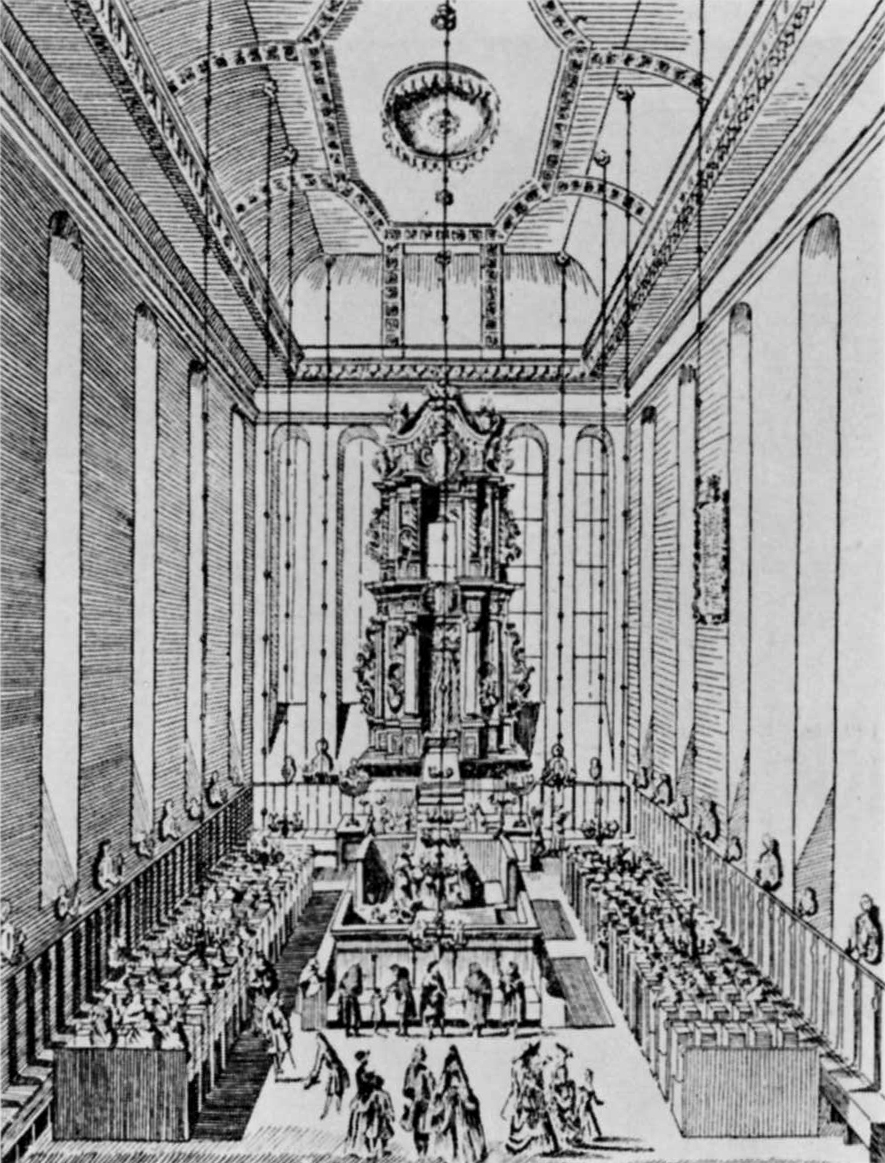
Inneres der Alten Synagoge

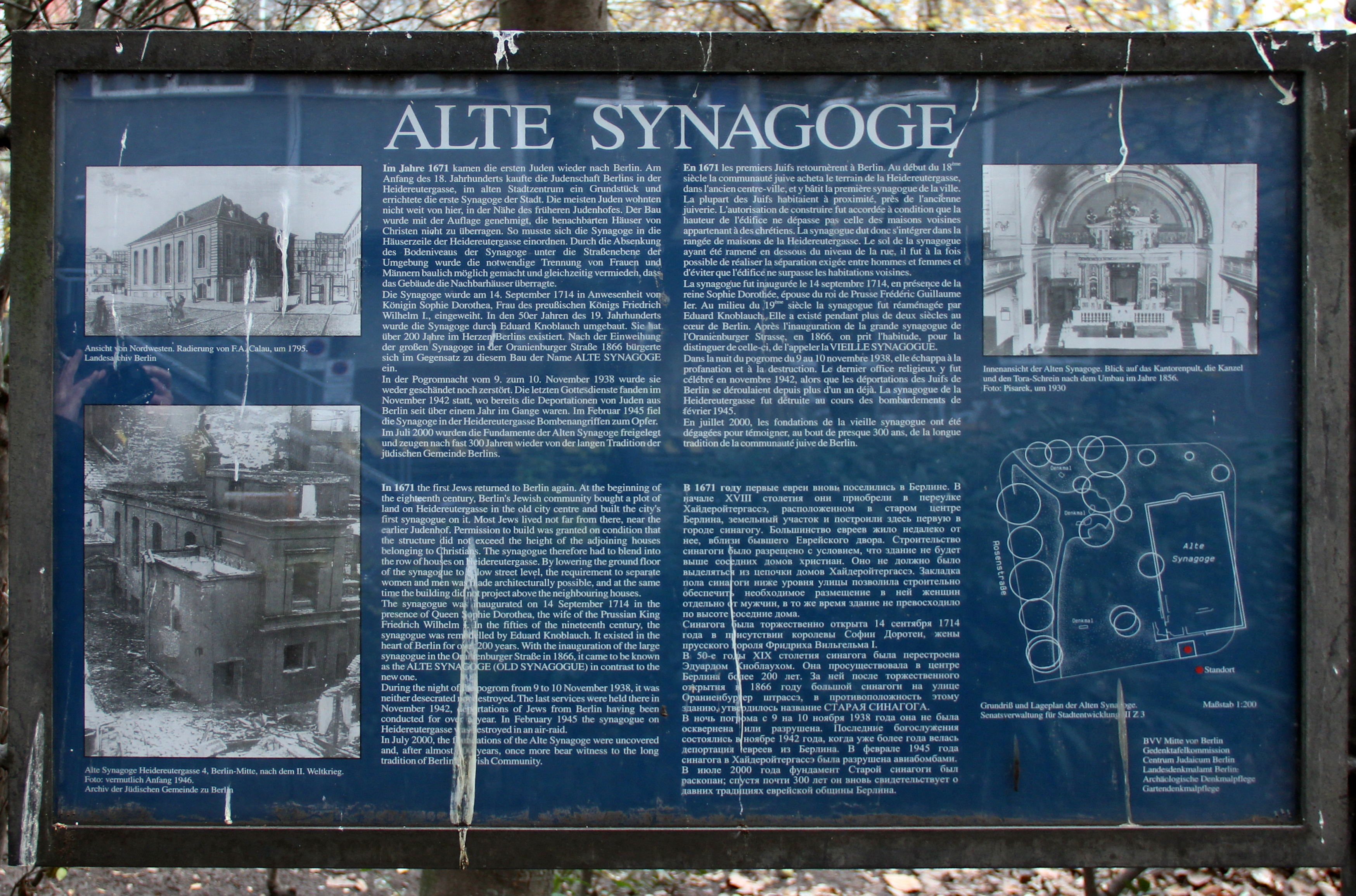
Gedenktafel, Heidereutergasse, in Berlin-Mitte

Die erste urkundliche Erwähnung von Juden in Berlin stammt aus dem Jahr 1295. Nach mehrfachen Vertreibungen kam es in Berlin zu einer dauerhaften jüdischen Besiedlung im Anschluss an die Vertreibung der Wiener Juden 1670. Durch ein von den Maximen des ökonomischen und fiskalischen Nutzens motiviertes Edikt des Großen Kurfürsten Friedrich Wilhelm (1620–1688) vom 21. Mai 1671 wurde es 50 aus Wien vertriebenen jüdischen Familien gestattet, sich für zunächst 20 Jahre in der Mark Brandenburg niederzulassen. Ein Großteil von ihnen kam nach Berlin, wo sie privat auch eine Synagoge unterhielten. Der Hoffaktor Jost Liebmann erhielt 1684 das Privilileg, nur dort jüdische Gottesdienste abzuhalten.
Nachdem der Jüdischen Gemeinde Berlin zunächst der Bau von Synagogen noch verboten geblieben war, erwarb sie 1712 ein Gartengrundstück vom Kammergerichtspräsidenten von Sturm sowie das Wohnhaus Heidereutergasse 4 von einem Maurermeister und schloss einen Vertrag mit dem Ratsmaurermeister Melcher über den Bau. Der Zimmermeister Michael Kemmeter war für die Konstruktion des Dachwerks verantwortlich und bereits an mehreren Berliner Bauten beteiligt gewesen. Ob einer der beiden Bauleute auch den architektonischen Entwurf für die Synagoge geliefert hat, ist unklar. Die Grundsteinlegung erfolgte am 9. Mai 1712, die Einweihung des Gotteshauses fand am 14. September 1714 statt. Die genaue Bausumme ist unbekannt, eine finanzielle Unterstützung seitens der Regierung gab es nicht.
Die Synagoge wurde damals als Große Synagoge bezeichnet, weil es bis dahin nur kleine private Synagogen gab. Es handelte sich um einen rechteckigen Saalbau mit hoher Voutendecke, wobei der im christlichen Kirchbau charakteristische Turm fehlte. Sie glich mit hohen Rundbogenfenstern und Walmdach dem Typus der unter Friedrich Wilhelm I. errichteten einfachen Kirchenbauten wie beispielsweise der 1720 von Philipp Gerlach erbauten und ebenfalls turmlosen Garnisonkirche in Berlin-Mitte.
In den Jahren 1854/1855 wurde die Synagoge durch Eduard Knoblauch (1801–1865) umgebaut. Die wichtigste Veränderung war eine Frauenempore mit vier Treppenanbauten. Außerdem wurde der Bau nach Osten hin erweitert und die Estrade in eine neugeschaffene Apsis verlegt.
Im 19. Jahrhundert war die jüdische Gemeinde in Berlin stark angewachsen und hatte um 1860 etwa 28.000 Mitglieder. Die damals einzige Synagoge bot nicht mehr ausreichend Platz, so dass die Neue Synagoge in der Oranienburger Straße gebaut wurde. Zu dieser Zeit erhielt die Synagoge in der Heidereutergasse den Namen Alte Synagoge.
In der Pogromnacht des 9./10. November 1938 wurde sie nicht zerstört. Ein Grund dafür war wohl die geschützte Lage inmitten eines Hofes, der von allen vier Seiten mit Häusern umgeben war. Am 20. November 1942 fand der letzte Gottesdienst in der Alten Synagoge statt. Im Zweiten Weltkrieg wurde sie völlig zerstört.
Seit 14. September 2000 erinnern eine Gedenktafel und der mit Steinen markierte Umriss der Synagoge in einer Grünanlage an dieses Gotteshaus. Die Reste der Fundamentmauern stehen seit 2011 unter Denkmalschutz.